# Rigoberto López Pérez
Rigoberto López Pérez (León, 13 maggio 1929 – León, 21 settembre 1956) è stato un poeta e compositore nicaraguense.
Fu l'assassino di Anastasio Somoza García, da lungo tempo dittatore del Nicaragua. Conosciuto soprattutto per l'attentato a Somoza Garcia, Rigoberto López Pérez, era anche un artista, poeta e compositore dilettante. Gruppi successivi, come i Dead Prez hanno usato il suo messaggio nelle loro canzoni.
Il 21 settembre 1981, 25 anni dopo la sua morte, il governo sandinista del Nicaragua dichiarò Rigoberto López Pérez un eroe nazionale tramite il Decreto no. 825..

## Biografia
López nacque e crebbe a León in Nicaragua; figlio di Soledad López e Francisco Pérez. López pubblicò la sua prima poesia, Confesión de un Soldado (Confessione di un soldato), all'età di 17 anni nel 1946. Nel 1948  egli fece parte di un sestetto chiamato Buenos Aires. Quello stesso anno imparò a suonare il violino, che suonava nel gruppo. López compose musica, soprattutto romantica, incluso Claridad e Si el vino me hace llorar che i Buenos Aires diffusero su una stazione radio chiamata Radio Colonial.
Per le melodie Lopéz si ispirò a Beethoven; Rubén Darío, un poeta del Nicaragua, spesso considerato il "Padre del Modernismo", fu un'importante influenza letteraria per lui. Lopéz collaborava spesso a pubblicazioni come El Cronista e El Centroamericano.
La fidanzata di López, Amparo Zelaya Castro, era la sorella di Armando Zelaya, un giornalista che accompagnò in auto López alla Casa del Obrero dove più tardi sparò a Somoza.

## Assassinio di Somoza
Il 21 settembre 1956, López riuscì ad infiltrarsi  a una festa al Club Social de Obreros de León a cui presenziava il Presidente Somoza e gli sparò al petto, dopodiché venne ucciso. Il dittatore morì pochi giorni dopo nell'ospedale della Panama Canal Zone. Il figlio di Somoza, Luis Somoza Debayle, sostituì suo padre come presidente.

## Eredità
Nell'aprile 1979, al picco della Guerra rivoluzionaria Sandinista, a uno dei cinque comandi regionali del FSLN, già controllante 24 città, fu dato il suo nome. Sfortunatamente, il Comando Occidentale "Rigoberto López Pérez" del FSLN fu catturato al completo in una casa sicura nei sobborghi di Leon e ucciso in prigionia dalle forze del dittatore Somoza. La caduta di questo comando, e in più il massacro a sangue freddo di Óscar Pérez Cassar, Roger Deshon, Araceli Pérez Darias, Idania Fernández, Carlos Manuel Jarquín ed Edgard Lang Sacasa fece infuriare i Sandinisti e accelerò la caduta del regime dei Somoza.
Dopo la vittoria sandinista a luglio, allo stadio nazionale del Nicaragua in Managua, usato per il baseball e il calcio così come per concerti ed altri eventi, fu dato il nome di López, ma il 20 novembre 1998, 50º anniversario della fondazione dello stadio, l'allora presidente Arnoldo Alemán emise un decreto cambiando il nome dello stadio in Estadio Nacional Dennis Martínez.
Nel 2006 un monumento dedicato a López fu costruito a Managua.
In Italia, l'ex parlamentare del PDL, Marcello De Angelis, allora cantautore appartenente alla formazione politica Terza Posizione, gli dedicò la canzone Il Poeta, scritta negli anni '70.